# Fragmentos de honor
Fragmentos de honor es una novela de ciencia ficción del subgénero ópera espacial, escrita por la autora Lois McMaster Bujold dentro de la serie de Miles Vorkosigan. Esta fue la primera novela publicada de la saga, en 1986.

## Argumento
Cordelia Naismith, de la Fuerza Expedicionaria betana, se encuentra explorando Sergyar, un planeta recientemente descubierto con un grupo de científicos cuando su campamento base es atacado por un grupo de soldados de Barrayar. Cordelia es sorprendida por un soldado enemigo y pierde la consciencia al ser golpeada en la cabeza. Cuando despierta descubre que la mayor parte de sus hombres ha escapado, y que ella se encuentra atrapada en el planeta desconocido con uno de sus científicos, herido por un disruptor neural, y el capitán de los barrayareses, Aral Vorkosigan, que ha sido víctima de un motín.
La fama de Aral le precede, y Cordelia no tarda en enterarse de que se encuentra con el hombre popularmente conocido como el Carnicero de Komarr, sobrenombre otorgado a causa de ciertos acontecimientos sucedidos durante la invasión de dicho planeta por parte del Imperio Barrayarés. Sin embargo, durante su marcha de 5 días hacia la base barrayaresa, Cordelia descubre que Vorkosigan no es el hombre que sugiere su reputación, sino que hace gala de un profundo sentido del honor y se siente fuertemente atraída por él. Esos 5 días bastan para que durante la actuación de Aral por recuperar el mando de sus hombres, Cordelia no dude en salvarle la vida cuando esta se ve amenazada, y también para que Vorkosigan le proponga a la betana que se case con él. Sin embargo, tras un inesperado regreso de sus hombres, a Cordelia no le queda otra opción que dejarse rescatar y regresa a la Colonia Beta.
Resulta que la base secreta barrayaresa era un punto estratégico para la futura conquista del planeta Escobar, aliado de los betanos, dirigida por el príncipe Serg, el hijo y heredero del Emperador Ezar Vorbarra. El segundo encuentro de Cordelia y Aral sucede durante dicho conflicto, cuando la capitana betana se dirige a Escobar a cargo de una nave que en realidad no es más que una tapadera para permitir el transporte inadvertido de una nueva arma secreta desarrollada por la Colonia Beta hasta las líneas de defensa de Escobar. Cordelia es capturada y a punto de ser torturada física y sexualmente por el almirante Ges Vorrutyer, tarea para la que utilizará al drogado y demente sargento Bothari, conocido por Cordelia surante su aventura en Sergyar. A pesar de su situación, se compadece de Bothari, y pronuncia unas palabras que logran alcanzar al sargento en su embotamiento, quien decide no obedecer al almirante. Cuando Vorrutyer se dispone a ejecutar él mismo sus órdenes, el sargento acaba con su vida, momento en el que aparece Aral, que se ha enterado de su cautiverio y acudía a rescatarla.
Con la ayuda de Simón Illyan, agente enviado por el emperador para informar sobre las acciones del ahora Comodoro Vorkosigan, Aral esconde a Cordelia y Bothari en su camarote. Para evitar ser descubiertos Cordelia seda al sargento, que se encuentra muy desequilibrado, casi asfixiando a la capitana. 
Desde su escondite en la ducha de Vorkosigan, Cordelia presencia la visita del príncipe Serg, que está a punto de partir con sus hombres en persecución de los escobarianos, que están en retirada. A partir de ese momento, los riesgos de ser descubiertos disminuyen, ya que la presencia militar en la nave ha disminuido considerablemente. Sin embargo Vorkosigan se muestra nervioso y consulta los informes a cada rato. 
Cuando finalmente el ataque se produce, los barrayareses descubren que los escobarianos tienen algún tipo de nueva arma secreta. En el último momento Aral trata de advertirles de que se trata de una nueva arma betana, el campo de espejo de plasma. Cuando Cordelia le pregunta sorprendida cómo es que sabe eso, Vorkosigan le confiesa que la ha interrogado mientras dormía suministrándole algún tipo de drogas. Aunque ella lo cree en un principio, tras recapacitar sobre algunos comentarios de Aral, Cordelia se da cuenta de que no la ha interrogado en absoluto, sino de que ya lo sabía de antemano. Se trata todo de un plan para enviar al príncipe Serg, su favorito Vorrutyer y todos sus partidarios a una muerte fuera de toda investigación.
Cuando le indaga sobre ello, Aral confirma sus sospechas: se trata de un plan del propio Emperador Ezar para en los últimos días de su vida de su heredero, al que considera inútil para el gobierno y en el que ve un riesgo de guerra civil importante. Vorkosigan se ha visto obligado a convertirse en su brazo ejecutor, a pesar de que su sentido del honor le está carcomiendo. Tras sincerarse con ella, le recuerda la petición de matrimonio que le hizo en Sergyar. Cordelia le confiesa que le quiere, pero que no se siente capaz de soportar la vida en Barrayar.
Durante el intercambio de prisioneros, un sorprendente envío llega desde Escobar: les envían a los barrayereses sus bastardos, encapsulados dentro de 17 replicadores uterinos. Aral se hace cargo de ellos, enfrentado a un nuevo desafío, ya que la tecnología de los replicadores uterinos aún no ha llegado a la científicamente obsoleta Barrayar. Este suceso tendrá gran relevancia más adelante, durante los hechos narrados en Barrayar.
Una vez libre, Cordelia recibe la atención de los servicios de psicología escobarianos, convencidos de que su mente ha sido reprogramada para no recordar los tratos recibidos, y que todo lo que ha sucedido no es sino un falso recuerdo implantado por los barrayareses. Sus resentidos nervios le hacen protagonizar una escena cuando al llegar las autoridades betanas le tienen preparado un discurso (todo el mundo la cree la heroína que mató a Vorrutyer). A partir de ese momento le es asignada una psicóloga empeñada en deshacer aquello que le hicieron los barrayareses (como expresa la propia Cordelia, como una cebolla a la que le quitan las capas una a una buscando las semillas). Cuando después de drogarla sin su consentimiento Cordelia casi revela el secreto de Aral sobre la derrota de Barrayar, no le queda más remedio que tomar una decisión: tras atar y amordazar a la terapeuta, consigue escapar del edificio y convencer a un piloto de un carguero de que ha sido seleccionado para llevarla en secreto. 
La ruta del carguero la lleva a Escobar, desde donde se dirige a Barrayar. Una vez allí se planta en casa de Aral Vorkosigan, que se encuentra en un lamentable estado de alcoholismo, tratando de olvidar su papel en el mayor genocidio de la historia de Barrayar. Cordelia le revela que se queda con él, y ambos deciden casarse.
Meses después, Lord y Lady Vorkosigan acompañan a Bothari, que recibió la baja médica del servicio y ahora es uno de los hombres de armas de Vorkosigan, al nacimiento de uno de los bebés de Escobar, una niña que resulta ser hija suya y de una de las prisioneras de Vorrutyer. El sargento planea hacerse cargo de ella y decirle que su madre murió, y que ambos estaban legítimamente casados. La niña  recibirá el nombre de Elena

## Cronología
Las fechas de publicación de los distintos relatos de la saga de Miles Vorkosigan no se corresponden con el orden cronológico interno de la trama. Dentro de la serie, este relato se encuentra:
| Precedido por: | Serie:                    | Seguido por: |
| -------------- | ------------------------- | ------------ |
| En caída libre | Serie de Miles Vorkosigan | Barrayar     |